# 馬里恩·汀斯雷
馬里恩·汀斯雷（英語：Marion Tinsley，1927年2月3日—1995年4月3日），美国英國跳棋棋王，佛州州立大學數學系教授。
自1954年出道以來，只輸過九次，被譽為有史以來最偉大的英國跳棋棋手。1994年與最強的電腦英國跳棋程式切努克(Chinook)對決，六戰皆和局後，因健康因素退出比賽，七個月後因胰島癌過世。

## 参阅
- 西洋跳棋

## 站外連結
- 切努克：人工智能里程碑 （页面存档备份，存于）